# Pagani Zonda
O Zonda é um automóvel superesportivo construído pela fabricante italiana Pagani. Ele estreou em 1999, e a produção terminou em 2011, com três carros de edições especiais, o Zonda 760RS, Zonda 760LH e o Zonda 764 Passione, que foram produzidos em 2012. Até junho de 2009, 135 Zondas tinham sido construídos, incluindo mulas de desenvolvimento. Ambas as versões coupé e roadster de 2 portas foram produzidas. A construção é, principalmente, de fibra de carbono.
Alguns aspectos da engenharia do Zonda foram feitos pelo campeão de Fórmula 1 Juan Manuel Fangio. O carro era originalmente para ser chamado de "Fangio F1" em homenagem a ele, mas após a sua morte em 1995, ele foi renomeado para "Zonda", um termo regional para uma corrente de ar acima da Argentina.

## Modelos

### Zonda C12
O Zonda C12 foi lançado em 1999 no Salão do Automóvel de Genebra. Movido por um motor 6.0 L (366 in³) Mercedes-Benz V12 produzindo 394 cv (290 kW; 389 hp) a 5.200 rpm e 570 Nm (£ 420 · ft) a 3.800 rpm acoplado a uma transmissão manual de 5 velocidades. O C12 pode acelerar de 0-100km/h em 4,2 segundos.
Apenas cinco do original 6.0 L foram construídos, embora ele ainda estava disponível em 2002, quando o C12 S foi lançado. Um deles foi usado para testes de colisão, enquanto outro era um carro de exposição. O restante foi entregue a clientes durante os próximos três anos. Uma mulher da Suíça é proprietária da última Zonda C12, rejeitando a oferta da própria Pagani para resgatar o carro por razões históricas.

### Zonda S
O Zonda S usa um 7.0 L (427 in³) versão AMG afinada do motor, produzindo 550 cv (400 kW; 540 hp). Pode acelerar de 0-100km/h em 3,7 segundos, a 160 km/h em 7,5 segundos e completar um quarto de milha em 11,3 segundos. Aceleração lateral chega a 1,18 g (11,6 m / s²), pode atingir uma velocidade máxima de 335 km/h, e tem um preço de US$500.000.
O Zonda S apresenta um nariz alongado, abas na parte traseira para melhorar a aerodinâmica e novos clusters de luz e escapamentos. Apenas quinze carros 7.0 L Zonda S foram produzidos.

### Zonda S 7.3
O Zonda S 7.3 de 2002 usou um novo e maior motor V12 de 7.3 L (445 in³) projetado e fabricado pela Mercedes-Benz AMG produzindo 555 cv (408 kW; 547 hp) e 750 Nm (550 libras · ft) . E para melhor lidar com a potência, foi implantado um controle de tração e ABS como padrão.
Numa Autobahn o carro atingiu 319 km/h, 14 km/h abaixo da marca de sua velocidade máxima reivindicada de 335 km/h. Os representantes da empresa na fábrica de Pagani alegaram que isto foi resultado de o carro estar com força máxima para baixo gerando atrito (down force), algo que iria fazer a sua velocidade máxima cair para cerca de 320 km/h. No entanto, o artigo EVO alegou que peças aerodinâmicas, especificamente as que criavam arrasto foram removidas durante a corrida, trazendo desconfiança as alegações da Pagani.

### Zonda Roadster
Em 2003 a Pagani apresentou o Zonda Roadster, uma versão roadster do Zonda S 7.3. Com os mesmos componentes como o coupé, a Pagani prometeu nenhuma perda de performance, uma reivindicação baseada pelo ganho de peso mínimo de 30 kg (66 libras). Um total de 40 roadsters foram produzidos.

### Zonda F
O Zonda F (ou Zonda Fangio) estreou em 2005 no Salão do Automóvel de Genebra. É a mais extensa re-engenharia do Zonda até hoje, embora ele compartilhe muito com seus antecessores, incluindo o 7.3 L motor AMG V12 que através de coletores de admissão e de escape avançados, um ECU revisado, agora produz 602 cv ( 443 kW; 594 hp) a 6150 rpm e 560 £ · ft ( 759 N · m) às 4000 rpm.
A produção do Zonda F foi limitada a 25 carros. Nomeado em homenagem ao campeão de Formula 1, Juan Manuel Fangio, veio equipado com um farol extra e diferentes luzes de nevoeiro nas laterais, nova carroceria (frente renovada, novo spoiler traseiro, saídas mais aerodinâmicas) que melhoraram a aerodinâmica do carro. Outras melhorias sobre o "S" são de freios opcionais de carbono / cerâmica desenvolvidas em conjunto com a Brembo, rodas de liga leve, sistema de escape Inconel, entrada de ar de alumínio e uma trama redesenhada "Z preg " no cockpit para melhorar a rigidez e reduzir o peso.

### Zonda Roadster F
O Zonda Roadster F estreou no Salão do Automóvel de Genebra em 2006. Era semelhante ao coupé, mas conversível com teto e laterais em fibra de carbono, que pesam apenas 5 kg (11 lb). Produção do Roadster F foi limitada a 25 unidades.
O Roadster F é capaz de manter a rigidez de chassi, sem qualquer ganho de peso, evitando o pensamento convencional por não reforçar as soleiras, um processo que teria precisado de mais de 35 quilogramas (£ 77) de reforço. A Pagani em vez disso, usa a mentalidade de carros de corrida, materiais e técnicas de construção, fortalecendo a estrutura do cockpit e chassis sem ganho de peso. O pára-brisas também é reforçado por razões de segurança. Estas técnicas permitem que o Roadster tenha praticamente o mesmo peso que o coupé, 1.230 kg (£ 2.710).
O ronds Roadster F Clubsport foi testado pelo "Stig" do programa Top Gear e por James May, e alcançou um tempo de volta na sua pista de testes de 1: 17.8, batendo o Bugatti Veyron 16.4 testado durante o mesmo episódio, mas perdeu em uma arrancada de quarto de milha contra o Veyron por cerca de 2,5 segundos. De acordo com James May, o Zonda F Roadster custa £ 825,000.

### Zonda R
O Zonda R estreou no Salão do Automóvel de Genebra de 2007, utilizando o motor 6,0 L V12 M120 de origem a partir da versão de corrida da Mercedes -Benz CLK- GTR. 
Apesar de compartilhar muito da forma do Zonda, o R é quase inteiramente novo, compartilhando apenas 10% dos componentes do Zonda F. Foi sugerido por Horacio Pagani que este carro é um chassi de teste para certos componentes do modelo de substituição do Zonda, o Pagani Huayra (na mesma linhado Ferrari 288 GTO Evoluzione e o F40) e que o Zonda R reflete com precisão alguns dos recursos do Huayra. Apenas 15 Zonda R foram produzidos
A potência aumentou para 750 cv (552 kW; 740 hp) a 8500 rpm e 710 N · m ( £ 524 · ft ) de torque. Um sistema de admissão de alta performance de fibra de carbono, embreagem múltipla e sistema de escape estilo Formula 1, hidroformado em Inconel 625 e revestidos de cerâmica para a dissipação de calor ideal , foram adicionados. O motor  AMG é acoplado a uma transmissão de 6 velocidades sequencial.
O Zonda R tem um tempo de volta recorde em Nürburgring de 6: 47.48.

### Zonda Cinque
O Zonda Cinque (italiano para "cinco") era para ser o último modelo da Zonda, sendo uma versão de estrada do Zonda R. Apenas cinco foram construídos - daí o nome - no custo de £ 1 milhão (2.193.070 milhões de dólares), com entregas para a junho de 2009 para todos os cinco carros.
As diferenças em relação a outros Zondas de estrada são a nova caixa de câmbio seqüencial de 6 velocidades, resultando em mudanças agora tendo menos de 100 milissegundos, 0-100km/h em 3,4 segundos. O Cinque também tem uma versão revista de fibra de carbono chamada "carbo-titânium", que incorpora titânio para aumentar a força e rigidez. Suspensão faz uso de componentes de magnésio e titânio, e potência do motor foi aumentada para 678 cv (499 kW; 669 hp). Carroceria revista, que inclui um divisor mais à frente, novas saias laterais, difusor traseiro e uma parte inferior mais achatada, bem como um coletor de admissão de ar montado no teto, que faz com que o Cinque tenha 750 kg (1.653 £) de down force a 355 km / h (221 mph) e 1,45 g de força nas curvas.
O protótipo do Zonda Cinque foi projetado especialmente para a finalidade de filmar um trailer live-action especial para Need For Speed: Hot Pursuit, desenvolvido pela Criterion Games, e construído para fotografar, com o próprio Horacio Pagani acompanhando a construção do carro.

### Zonda Cinque Roadster
O Roadster tem as mesmas especificações como o Coupé a partir do qual teve origem e com apenas cinco unidades que foram construídas, com um preço de £ 1,3 milhões / US $ 2 milhões, mais impostos locais.

### Zonda Tricolore
O último Zonda produzido em massa foi originalmente concebido como um "one-off". Houve na verdade três Tricolore construídos. Foi construído como um tributo à equipe de acrobacias aéreas do país. Ele carrega a maior parte do corpo do Zonda Cinque . O carro não é pintado com exceção de uma laca azul clara e listras vermelhas, brancas e verdes que corre para cima do nariz e ao longo do topo da superfície do carro. Exclusivo para este carro é uma pequena asa colocada atrás do cockpit que lembra a cauda e a asa do avião de acrobacias Aermacchi MB -339 PAN de Frecce Tricolori . Os três Tricolore tem preço de £ 1,2 milhão. Também é 6 mph (9,7 km / h) mais rápido do que um Zonda padrão à 350 km / h.